# نواه عبد
نواه عبد (بالهولندية: Noah Abid)‏ هو لاعب كرة قدم هولندي في مركز الوسط، ولد في 30 يناير 2000 في لاهاي في هولندا. لعب مع شباب أياكس.

## وصلات خارجية
- نواه عبد على موقع قاعدة بيانات كرة القدم.إي يو (الإنجليزية)
- نواه عبد على موقع Soccerway.com (الإنجليزية)